# 적상면
적상면(赤裳面)은 대한민국 전북특별자치도 무주군의 면이다.

## 개요
무주군의 중심부에 위치한 적상은 무주, 안성, 설천, 부남간의 도로망 확충으로 교통의 요충지이다. 조선 태종 이후 무주현에 속하다 1914년 행정구역 개편시 적상면으로 개칭되었다.
덕유산의 북쪽 사면에 위치하며, 동쪽은 설천면, 서쪽은 부남면, 남쪽은 오두재 등을 경계로 안성면, 북쪽은 무주읍에 각각 접한다. 중앙에 해발 1034m의 적상산이 있고, 그 동쪽과 서쪽으로 금강의 상류인 남대천의 지류가 북에서 남으로 흐른다.

## 행정 구역
- 사천리
- 사산리
- 삼가리
- 삼유리
- 괴목리
- 방이리
- 북창리
- 포내리

## 교육 기관
| 학교명       | 소재지                       | 비고        |
| ------------ | ---------------------------- | ----------- |
| 적상초등학교 | 적상면 삼가로 16 (사산리)    |             |
| 괴목초등학교 | 적상면 괴목로 536-4 (포내리) |             |
| 삼방초등학교 | 적상면 상비길 8-14 (삼방리)  | 2008년 폐교 |
| 적상중학교   | 적상면 여용로 269 (사산리)   |             |